# Dicranomyia (Euglochina) dravidica
Dicranomyia (Euglochina) dravidica is een tweevleugelige uit de familie steltmuggen (Limoniidae). De soort komt voor in het Oriëntaals gebied.